# Asphondylia brevipalpis
Asphondylia brevipalpis är en tvåvingeart som beskrevs av Jean-Jacques Kieffer 1913. Asphondylia brevipalpis ingår i släktet Asphondylia och familjen gallmyggor.
Artens utbredningsområde är Kenya. Inga underarter finns listade i Catalogue of Life.